# 311 Claudia
Claudia è un asteroide della fascia principale del diametro medio di circa 24,05 km. Scoperto nel 1891, presenta un'orbita caratterizzata da un semiasse maggiore pari a 2,8979641 UA e da un'eccentricità di 0,0077686, inclinata di 3,22492° rispetto all'eclittica.
Stanti i suoi parametri orbitali, è considerato un membro della famiglia Coronide di asteroidi.
L'origine del suo nome è sconosciuta.